# بی لر
بی‌لر (به ترکی آذربایجانی: Beylər) یک منطقه مسکونی در جمهوری آذربایجان است که در شهرستان ساعتلی واقع شده‌است. بی‌لر ۱۶۰۴ نفر جمعیت دارد.